# Dyskografia Tedego
Dyskografia polskiego rapera Tedego obejmuje dziewiętnaście albumów studyjnych, dwa minialbumy, trzydzieści siedem singli, sześćdziesiąt sześć teledysków, trzy remiks albumy, sześć nielegali, pięć albumów specjalnych, piętnaście mixtape’y oraz jeden album koncertowy.
Tede sprzedał ponad 300 tysięcy albumów w Polsce jako artysta solowy. Raper debiutował na polskiej liście sprzedaży – OLiS dwadzieścia dwa razy, czternaście razy na podium, w tym sześć razy na 1. miejscu. Zdobył on liczne certyfikacje złotych oraz platynowych płyt nadanych przez ZPAV.
Pierwszy album rapera S.P.O.R.T. dotarł do 28. miejscu polskiej listy przebojów – OLiS, promowany singlem „Wyścig szczurów”, który został pobrany 500 tys. razy z platformy muzycznej portalu Wirtualna Polska. W 2003 roku ukazał się drugi dwupłytowy album rapera pt. 3h hajs, hajs, hajs. Płyta uplasowała się na 8. miejscu listy OLiS i utrzymała się na niej przez dwanaście tygodni. W tym samym roku wydał też swój pierwszy nielegal pod pseudonimem DJ Buhh, zatytułowany Volumin I: Hałas, na którym znaleźli się zaprzyjaźnieni raperzy, m.in. Numer Raz, Kołcz, CNE oraz drugi nielegal Volumin II: George W. Buhh.
W 2004 roku ukazał się trzeci studyjny album zatytułowany Notes, który zadebiutował na 7. miejscu OLiS. W tym samym roku został wydany też trzeci nielegal pt. Volumin III: Buhhmacher. W 2006 miał premierę czwarty studyjny album rapera Esende Mylffon, który zadebiutował na 15. miejscu listy OLiS. Tego samego roku. w czerwcu ukazał się też album specjalny Esende Mylffon Hałas. Raper wyrusza w trasę koncertową po Polsce pt. Esende Mylffon Tour – Król jest tylko jeden, a utwór „T.D.F.(remix Matheo)” zostaje wykorzystany w komedii Francuski numer. W międzyczasie wychodzi mixtape Wypijmy za blendy (mixtape vol.1) (oraz DJ Macu). W 2007 roku wychodzą dwa mixtape pt. Wypijmy za blendy 2: wypijmy za błędy (mixtape vol.2) oraz American Mylffon.
W 2008 roku wychodzi piąty studyjny album rapera pt. Ścieżka dźwiękowa i debiutuje na 8. miejscu OLiS, w tym samym roku wydaje też czwarty nielegal pt. Volumin IV: Pierdolę Was. Następny album rapera ukazał się 2009 roku pt. Note2 i w notowaniu OLiS zajął 3. miejsce oraz po raz pierwszy raper otrzymuje złotą płytę za album. W międzyczasie wychodzą mixtape’y A/H24N2 i Jama Zła (DJ Frodo, Łysy Anioł, Sir Michu, Tede) – Poruchafszy..., oraz minialbum Note2 Errata. W 2010 raper wydaje dwa albumy studyjne pt. FuckTede/Glam Rap który zajął 2. miejsce w notowaniu OLiS oraz Notes 3D który zajął 23. miejsce na OLiS. W tym samym roku ukazuje się nielegal Volumin V: FaceBuhh oraz mixtape Howwa we współpracy z DJ Tuniziano. W 2011 roku ukazują się dwa mixtape pt. Dabl Blast South Tropez i Howwa 2. Rok później ukazuje się dziewiąty studyjny album rapera pt. Mefistotedes. Płyta zadebiutowała na 3. miejscu notowania OLiS. W międzyczasie raper wydaje EP z raperem Szyną pt. Spacer. W międzyczasie wychodzą takie mixtape jak NMI – Dub'l Blast, Droga do odkupienia, Numer stulecia, 36 Problems oraz Howwa 3 Dynastia.
W 2013 roku ukazuje się dziesiąty studyjny album rapera pt. Elliminati we współpracy z producentem muzycznym Sir Michu. Album debiutuje na 2. miejscu w notowaniu listy OLiS. Tego samego roku wychodzi też remiks album Paffistotedes we współpracy z producentem muzycznym P.A.F.F. oraz dodatek do płyty Elliminaticket. Rok później raper wydaje jedenasty album studyjny pt. Kurt Rolson, który zajął 3. miejsce w notowaniu OLiS. Tego samego roku wyszedł też limitowany dodatek do płyty pt. #kurort_rolson. Tego samego roku ukazuje się remiks album Ultradźwięki.
W 2015 roku ukazuje się dwunasty studyjny album rapera pt. Vanillahajs. Płyta uplasowała się na pierwszym miejscu notowań Polskiej listy przebojów – OLiS i utrzymywała się przez 20 tygodni. Album uzyskał status podwójnej platyny oraz otrzymał nominację do nagrody polskiego przemysłu fonograficznego Fryderyka w kategorii album roku hip-hop[43]. Tego samego roku ukazuje się jeszcze nielegal rapera wydany pod pseudonimem DJ Buhh, pt. Volumin VII: Hans Ximer Uwertura.
W 2016 roku ukazuje się kolejny studyjny album rapera pt. Keptn'. Płyta debiutuje ponownie na 1. miejscu w notowaniu listy OLiS oraz zdobywa status złotej płyty.
21 kwietnia 2017 roku raper wydaje swój pierwszy kompilacyjny album pt. Pół życia na żywo, który zadebiutował na 5. miejscu OLiS. 23 czerwca 2017 roku premierę ma czternasty album artysty, pt. Skrrrt. Album debiutuje na 1. miejscu w notowaniu listy OLiS oraz zdobywa status złotej płyty.

## Albumy solowe
| Rok  | Album | Najwyższa pozycja na liście | Sprzedaż       | Certyfikat                 |
| Rok  | Album | POL                         | Sprzedaż       | Certyfikat                 |
| ---- | --- | --------------------------- | -------------- | -------------------------- |
| 2001 | S.P.O.R.T. - Data: 5 czerwca 2001 - Wydawca: R.R.X., MIL - Format: CD, LP, CC                                                   | 2                           | - POL: 30 000+ |                            |
| 2003 | 3h hajs, hajs, hajs - Data: 31 stycznia 2003 - Wydawca: Wielkie Joł, Warner Music - Format: CD, CC                              | 8                           | - POL: 70 000+ | - ZPAV: platynowa płyta    |
| 2004 | Notes - Data: 6 maja 2004 - Wydawca: Wielkie Joł, Sony Music - Format: CD                                                       | 7                           | - POL: 10 000+ |                            |
| 2006 | Esende Mylffon (producent Matheo) - Data: 22 czerwca 2006 - Wydawca: Wielkie Joł, Vision - Format: CD, CC, LP, digital download | 15                          | - POL: 5 000+  |                            |
| 2008 | Ścieżka dźwiękowa - Data: 19 czerwca 2008 - Wydawca: Wielkie Joł, Vision - Format: CD, DVD, digital download                    | 8                           | - POL: 5 000+  |                            |
| 2009 | Note2 (producent Sir Michu) - Data: 10 września 2009 - Wydawca: Wielkie Joł, Vision - Format: CD, digital download              | 3                           | - POL: 15 000+ | - ZPAV: złota płyta        |
| 2010 | FuckTede/Glam Rap (producent Sir Michu) - Data: 24 czerwca 2010 - Wydawca: Wielkie Joł, JAWI - Format: CD, digital download     | 2                           | - POL: 15 000+ | - ZPAV: złota płyta        |
| 2010 | Notes 3D (producent Sir Michu) - Data: 9 grudnia 2010 - Wydawca: Wielkie Joł, JAWI - Format: CD, digital download               | 23                          | - POL: 2 900+  |                            |
| 2012 | Mefistotedes (producent Sir Michu) - Data: 22 marca 2012 - Wydawca: Wielkie Joł, JAWI - Format: CD, digital download            | 3                           | - POL: 15 000+ | - ZPAV: złota płyta        |
| 2013 | Elliminati (producent Sir Michu) - Data: 22 marca 2013 - Wydawca: Wielkie Joł, JAWI - Format: CD, digital download              | 2                           | - POL: 15 000+ | - ZPAV: złota płyta        |
| 2014 | Kurt Rolson (producent Sir Michu) - Data: 17 maja 2014 - Wydawca: Wielkie Joł, JAWI - Format: CD, digital download              | 3                           | - POL: 15 000+ | - ZPAV: złota płyta        |
| 2015 | Vanillahajs (producent Sir Michu) - Data: 18 czerwca 2015 - Wydawca: Wielkie Joł, My Music - Format: CD, LP, digital download   | 1                           | - POL: 90 000+ | - ZPAV: 3× platynowa płyta |
| 2016 | Keptn' (producent Sir Michu) - Data: 2 grudnia 2016 - Wydawca: Wielkie Joł, My Music - Format: CD, digital download             | 1                           | - POL: 25 000+ | - ZPAV: złota płyta        |
| 2017 | Skrrrt (producent Sir Michu) - Data: 23 czerwca 2017 - Wydawca: Wielkie Joł, My Music - Format: CD, digital download            | 1                           | - POL: 15 000+ | - ZPAV: złota płyta        |
| 2018 | Noji? (producent Sir Michu) - Data: 15 czerwca 2018 - Wydawca: Wielkie Joł, My Music - Format: CD, digital download             | 2                           |                |                            |
| 2019 | Karmagedon (producent Sir Michu) - Data: 9 maja 2019 - Wydawca: Wielkie Joł, Asfalt Records - Format: CD, digital download      | 1                           | - POL: 15 000+ | - ZPAV: złota płyta        |
| 2020 | Disco Noir (producent Sir Michu) - Data: 4 czerwca 2020 - Wydawca: Wielkie Joł, Asfalt Records - Format: CD, digital download   | 1                           | - POL: 15 000+ | - ZPAV: złota płyta        |
| 2021 | Ka$ablanca (producent Sir Michu) - Data: 18 czerwca 2021 - Wydawca: Wielkie Joł, Asfalt Records - Format: CD, digital download  | 1                           |                |                            |

## Albumy we współpracy
| Rok                                                    | Album | Pozycja na liście | Sprzedaż | Certyfikat |
| Rok                                                    | Album | POL               | Sprzedaż | Certyfikat |
| ------------------------------------------------------ | --- | ----------------- | -------- | ---------- |
| 2023                                                   | FIODOR I BORYS (oraz Borixon) - Data: 28 lipca 2023 - Wydawca: Spacerange - Format: CD, digital download | —                 |          |            |
| „—” oznacza że album nie był notowany na danej liście. | |                   |          |            |

## Albumy kompilacyjne
| Rok  | Album | Najwyższa pozycja na liście |
| Rok  | Album | POL                         |
| ---- | --- | --------------------------- |
| 2017 | Pół życia na żywo (producent Sir Michu) - Data: 21 kwietnia 2017 - Wydawca: Wielkie Joł, My Music - Format: CD, DVD, digital download          | 5                           |
| 2020 | Esende Mylffon Hałas (producent Matheo) - Data: 10 kwietnia 2020 - Wydawca: Wielkie Joł, Asfalt Records - Format: CD, LP, CC, digital download | 2                           |

## Remiks albumy
| Rok  | Album |
| ---- | --- |
| 2013 | Paffistotedes (producent P.A.F.F.) - Data: 1 marca 2013 - Wydawca: Wielkie Joł - Format: CD, digital download                  |
| 2014 | Elliminatejp (producent Dj Tuniziano) - Data: 24 stycznia 2014 - Wydawca: Wielkie Joł, My Music - Format: CD, digital download |
| 2014 | Ultradźwięki (producent Młody Grzech) - Data: 31 października 2014 - Wydawca: Wielkie Joł - Format: CD, digital download       |
| 2016 | Goooo! (producent Młody Grzech) - Data: 27 lipca 2016 - Wydawca: Wielkie Joł - Format: CD                                      |
| 2018 | TDM Vixtape (producent DJ FEW FEW & Młody Grzech) - Data: 30 lipca 2018 - Wydawca: Tede Enterprise - Format: CD                |

## Minialbumy
| Rok  | Album                                                                                            |
| ---- | ------------------------------------------------------------------------------------------------ |
| 2017 | Letnie czartery EP - Data: 23 czerwca 2017 - Wydawca: Wielkie Joł - Format: CD, digital download |
| 2023 | Legalne Buhhy EP - Data: 4 sierpnia 2023 - Wydawca: Wielkie Joł - digital download               |

## Albumy specjalne
| Rok  | Album                                                                                                   |
| ---- | --- |
| 2006 | Esende Mylffon Hałas - Data: 14 czerwca 2006 - Wydawca: Wielkie Joł - Format: digital download          |
| 2009 | Note2 Errata - Data: 2 października 2009 - Wydawca: Wielkie Joł - Format: digital download              |
| 2013 | Elliminaticket - Data: 21 lipca 2013 - Wydawca: Wielkie Joł - Format: CD, digital download              |
| 2014 | #kurort_rolson - Data: 27 lipca 2014 - Wydawca: Wielkie Joł - Format: CD                                |
| 2015 | Vanillahaj$ Edycja Premium - Data: 4 grudnia 2015 - Wydawca: Wielkie Joł - Format: CD, digital download |
| 2019 | Stadium X Lecia - Data: 29 listopada 2019 - Wydawca: Asfalt Records - Format: digital download          |
| 2021 | ESPEOERTE 0121 - Data: 13 grudnia 2021 - Wydawca: Wielkie Joł - Format: CD, digital download            |
| 2023 | 3H: Hajp Hajs Hejt - Data: 3 marca 2023 - Wydawca: Wielkie Joł - Format: CD, digital download           |

Albumy z Warszafski Deszcz

## Single
| Rok                          | Tytuł                                                                    | Najwyższe pozycje na listach | Najwyższe pozycje na listach | Najwyższe pozycje na listach | Najwyższe pozycje na listach | Najwyższe pozycje na listach | Najwyższe pozycje na listach | Najwyższe pozycje na listach | Najwyższe pozycje na listach | Najwyższe pozycje na listach | Certyfikat                 | Album               |
| Rok                          | Tytuł                                                                    | SLiP                         | WFM                          | ESKA                         | HHTV                         | 30 TON                       | RH                           | WAWA                         | RMF                          | PiK                          | Certyfikat                 | Album               |
| ---------------------------- | ------------------------------------------------------------------------ | ---------------------------- | ---------------------------- | ---------------------------- | ---------------------------- | ---------------------------- | ---------------------------- | ---------------------------- | ---------------------------- | ---------------------------- | -------------------------- | ------------------- |
| 2001                         | „Wyścig szczurów”                                                        | –                            | –                            | –                            | –                            | –                            | 1                            | –                            | –                            | –                            |                            | S.P.O.R.T.          |
| 2003                         | „D.I.S./Domysły i spekulacje”                                            | 43                           | –                            | –                            | –                            | –                            | –                            | –                            | –                            | –                            |                            | 3h hajs, hajs, hajs |
| 2003                         | „Zeszyt rymów” (gościnnie: Sistars)                                      | 42                           | –                            | –                            | –                            | 9                            | –                            | –                            | –                            | –                            |                            | 3h hajs, hajs, hajs |
| 2004                         | „Jak żyć” (gościnnie: Zdzisława Sośnicka)                                | –                            | –                            | 39                           | –                            | –                            | 1                            | –                            | 39                           | 3                            |                            | Notes               |
| 2006                         | „Blask / To jeszcze nie koniec”                                          | –                            | –                            | –                            | –                            | –                            | –                            | –                            | –                            | –                            |                            | Esende Mylffon      |
| 2007                         | „Glokk”                                                                  | –                            | –                            | –                            | –                            | –                            | –                            | –                            | –                            | –                            |                            | Esende Mylffon      |
| 2007                         | „Air Max Classic”                                                        | –                            | –                            | –                            | –                            | –                            | –                            | –                            | –                            | –                            |                            | Esende Mylffon      |
| 2008                         | „Aluminium 20”                                                           | –                            | –                            | –                            | –                            | –                            | –                            | –                            | –                            | –                            |                            | Ścieżka dźwiękowa   |
| 2008                         | „22 Gibony (Diler)”                                                      | –                            | –                            | –                            | –                            | –                            | –                            | –                            | –                            | –                            |                            | Ścieżka dźwiękowa   |
| 2010                         | „Kalash” (oraz Sir Michu)                                                | –                            | –                            | –                            | –                            | –                            | –                            | –                            | –                            | –                            |                            | FuckTede/Glam Rap   |
| 2010                         | „Dokąd idziesz Polsko?” (oraz Sir Michu)                                 | –                            | –                            | –                            | –                            | –                            | –                            | –                            | –                            | –                            |                            | FuckTede/Glam Rap   |
| 2010                         | „To jest mój rock” (oraz Sir Michu)                                      | –                            | –                            | –                            | –                            | –                            | –                            | –                            | –                            | –                            |                            | Notes 3D            |
| 2010                         | „Rewolucja + 22% VAT” (oraz Sir Michu)                                   | –                            | –                            | –                            | –                            | –                            | –                            | –                            | –                            | –                            |                            | Notes 3D            |
| 2012                         | „Syn marnotrawny” (oraz Sir Michu)                                       | –                            | –                            | –                            | –                            | –                            | –                            | –                            | –                            | –                            |                            | Mefistotedes        |
| 2012                         | „Radio Varsavia” (oraz Sir Michu)                                        | –                            | –                            | –                            | –                            | –                            | –                            | –                            | –                            | –                            |                            | Mefistotedes        |
| 2013                         | „Xenon” (oraz Sir Michu)                                                 | –                            | –                            | –                            | –                            | –                            | –                            | –                            | –                            | –                            |                            | Elliminati          |
| 2013                         | „Mainstream” (oraz Sir Michu)                                            | –                            | –                            | –                            | –                            | –                            | –                            | –                            | –                            | –                            |                            | Elliminati          |
| 2013                         | „Charlie S” (oraz Sir Michu)                                             | –                            | –                            | –                            | –                            | –                            | –                            | –                            | –                            | –                            |                            | Elliminati          |
| 2013                         | „WWA żegna” (oraz Sir Michu)                                             | –                            | –                            | –                            | –                            | –                            | –                            | –                            | –                            | –                            |                            | Elliminati          |
| 2013                         | „Nie banglasz” (oraz Sir Michu)                                          | –                            | –                            | –                            | –                            | –                            | –                            | –                            | –                            | –                            |                            | Elliminati          |
| 2013                         | „Easy Rider” (oraz Sir Michu)                                            | –                            | –                            | –                            | –                            | –                            | –                            | –                            | –                            | –                            |                            | Elliminati          |
| 2014                         | „Feat” (oraz Sir Michu, gościnnie: Seta)                                 | –                            | –                            | –                            | –                            | –                            | –                            | –                            | –                            | –                            |                            | Kurt Rolson         |
| 2014                         | „#gimb_money” (oraz Sir Michu, gościnnie: Seta)                          | –                            | –                            | –                            | –                            | –                            | –                            | –                            | –                            | –                            |                            | Kurt Rolson         |
| 2014                         | „#john_rambo” (oraz Sir Michu)                                           | –                            | –                            | –                            | –                            | –                            | –                            | –                            | –                            | –                            |                            | Kurt Rolson         |
| 2014                         | „CMRT” (oraz Sir Michu, gościnnie: DJ Pete)                              | –                            | –                            | –                            | –                            | –                            | –                            | –                            | –                            | –                            |                            | Kurt Rolson         |
| 2014                         | „Najaraj się Marią” (oraz Sir Michu, gościnnie: Seta)                    | –                            | –                            | –                            | –                            | –                            | –                            | –                            | –                            | –                            |                            | Kurt Rolson         |
| 2014                         | „Streetwear” (oraz Sir Michu)                                            | –                            | –                            | –                            | –                            | –                            | –                            | –                            | –                            | –                            |                            | Kurt Rolson         |
| 2014                         | „#DLS” (oraz Sir Michu)                                                  | –                            | –                            | –                            | –                            | –                            | –                            | –                            | –                            | –                            |                            | Kurt Rolson         |
| 2014                         | „Tłek” (oraz Sir Michu, gościnnie: Abel)                                 | –                            | –                            | –                            | –                            | –                            | –                            | –                            | –                            | –                            |                            | Kurt Rolson         |
| 2014                         | „#hot16challenge” (oraz Sir Michu)                                       | –                            | –                            | –                            | –                            | –                            | –                            | –                            | –                            | –                            |                            | Vanillahajs         |
| 2014                         | „Martwe ziomki” (oraz Sir Michu)                                         | –                            | –                            | –                            | –                            | –                            | –                            | –                            | –                            | –                            |                            | Vanillahajs         |
| 2015                         | „Pażałsta” (oraz Sir Michu)                                              | –                            | –                            | –                            | –                            | –                            | –                            | –                            | –                            | –                            | - ZPAV: 2× platynowa płyta | Vanillahajs         |
| 2015                         | „Wunder-Baum” (oraz Sir Michu)                                           | –                            | –                            | –                            | –                            | –                            | –                            | –                            | –                            | –                            | - ZPAV: platynowa płyta    | Vanillahajs         |
| 2015                         | „Na pierwszej linii” (oraz Sir Michu, gośc: DJ Grubaz)                   | –                            | –                            | –                            | –                            | –                            | –                            | –                            | –                            | –                            |                            | Vanillahajs         |
| 2015                         | „Świat zwariował w te lata” (oraz Sir Michu, gośc: Ras)                  | –                            | –                            | –                            | –                            | –                            | –                            | –                            | –                            | –                            |                            | Vanillahajs         |
| 2015                         | „Forever ja” (oraz Sir Michu, gościnnie: Agi Figurska)                   | –                            | –                            | –                            | 2                            | –                            | –                            | –                            | –                            | –                            | - ZPAV: platynowa płyta    | Vanillahajs         |
| 2016                         | „Keptn’” (oraz Sir Michu, gościnnie: Agi Figurska)                       | –                            | –                            | –                            | –                            | –                            | –                            | –                            | –                            | –                            | - ZPAV: złota płyta        | Keptn'              |
| 2016                         | „Szpanpan” (oraz Sir Michu)                                              | –                            | –                            | –                            | 1                            | –                            | –                            | –                            | –                            | –                            |                            | Keptn'              |
| 2016                         | „Jupiter” (oraz Sir Michu)                                               | –                            | –                            | –                            | –                            | –                            | –                            | –                            | –                            | –                            |                            | Keptn'              |
| 2016                         | „Ten Bit Jak Mobb Deep (199X)” (oraz Sir Michu)                          | –                            | –                            | –                            | 6                            | –                            | –                            | –                            | –                            | –                            |                            | Keptn'              |
| 2016                         | „Było warto” (oraz Sir Michu, gośc: Sylvia Grzeszna)                     | –                            | 7                            | 20                           | –                            | –                            | –                            | 13                           | 4                            | –                            |                            | Keptn'              |
| 2016                         | „Kiedy Keptn” (oraz Sir Michu)                                           | –                            | –                            | –                            | –                            | –                            | –                            | –                            | –                            | –                            |                            | Keptn'              |
| 2017                         | „69 ziomeczków” (oraz Sir Michu, gościnnie: Abel)                        | –                            | –                            | –                            | –                            | –                            | –                            | –                            | –                            | –                            |                            | Keptn'              |
| 2017                         | „Rezzi (lata dans)” (oraz Sir Michu)                                     | –                            | –                            | –                            | 7                            | –                            | –                            | –                            | –                            | –                            |                            | Skrrrt              |
| 2017                         | „0000001” (oraz Sir Michu)                                               | –                            | –                            | –                            | –                            | –                            | –                            | –                            | –                            | –                            |                            | Skrrrt              |
| 2017                         | „#CTZK” (oraz Sir Michu)                                                 | –                            | –                            | –                            | 12                           | –                            | –                            | –                            | –                            | –                            |                            | Skrrrt              |
| 2017                         | „T-Killa” (oraz Sir Michu)                                               | –                            | –                            | –                            | –                            | –                            | –                            | –                            | –                            | –                            | - ZPAV: platynowa płyta    | Skrrrt              |
| 2017                         | „Dziup L.A.” (oraz Sir Michu)                                            | –                            | –                            | –                            | –                            | –                            | –                            | –                            | –                            | –                            |                            | Skrrrt              |
| 2018                         | „Hot18Banglasz” (oraz Sir Michu)                                         | –                            | –                            | –                            | –                            | –                            | –                            | –                            | –                            | –                            |                            | Noji?               |
| 2018                         | „Ja&Ja” (oraz Sir Michu)                                                 | –                            | –                            | –                            | –                            | –                            | –                            | –                            | –                            | –                            |                            | Noji?               |
| 2018                         | „WJNWJ” (oraz Sir Michu)                                                 | –                            | –                            | –                            | –                            | –                            | –                            | –                            | –                            | –                            |                            | Noji?               |
| 2018                         | „Stadnina” (oraz Sir Michu)                                              | –                            | –                            | –                            | –                            | –                            | –                            | –                            | –                            | –                            |                            | Noji?               |
| 2018                         | „Drugbox” (oraz Sir Michu)                                               | –                            | –                            | –                            | –                            | –                            | –                            | –                            | –                            | –                            |                            | Noji?               |
| 2018                         | „Noji?” (oraz Sir Michu)                                                 | –                            | –                            | –                            | –                            | –                            | –                            | –                            | –                            | –                            |                            | Noji?               |
| 2018                         | „Amsterdam” (oraz Sir Michu)                                             | –                            | –                            | –                            | –                            | –                            | –                            | –                            | –                            | –                            |                            | Noji?               |
| 2018                         | „Bailando Melo” (oraz Sir Michu)                                         | –                            | –                            | –                            | –                            | –                            | –                            | –                            | –                            | –                            |                            | Noji?               |
| 2018                         | „Żelipapą” (oraz Sir Michu)                                              | –                            | –                            | –                            | –                            | –                            | –                            | –                            | –                            | –                            |                            | Noji?               |
| 2018                         | „Fansi [3H]” (oraz Sir Michu)                                            | –                            | –                            | –                            | –                            | –                            | –                            | –                            | –                            | –                            |                            | Noji?               |
| 2018                         | „Boatever” (oraz Sir Michu)                                              | –                            | –                            | –                            | –                            | –                            | –                            | –                            | –                            | –                            |                            | Karmagedon          |
| 2019                         | „One Star”(oraz Sir Michu, gośc: Timon)                                  | –                            | –                            | –                            | –                            | –                            | –                            | –                            | –                            | –                            |                            | Karmagedon          |
| 2019                         | „R. Kelly” (oraz Sir Michu), (gośc. Setka)                               | –                            | –                            | –                            | –                            | –                            | –                            | –                            | –                            | –                            |                            | Karmagedon          |
| 2019                         | „Gangin’” (oraz Sir Michu)                                               | –                            | –                            | –                            | –                            | –                            | –                            | –                            | –                            | –                            |                            | Karmagedon          |
| 2019                         | „Cafe O’belga” (oraz Sir Michu, gośc. Pan Zgrywus)                       | –                            | –                            | –                            | –                            | –                            | –                            | –                            | –                            | –                            |                            | Karmagedon          |
| 2019                         | „Biełyje nosy” (oraz Sir Michu, gośc. Książę Kapota)                     | –                            | –                            | –                            | –                            | –                            | –                            | –                            | –                            | –                            | - ZPAV: 2× platynowa płyta | Karmagedon          |
| 2020                         | „Allinka” (oraz Sir Michu)                                               | –                            | –                            | –                            | –                            | –                            | –                            | –                            | –                            | –                            |                            | Disco Noir          |
| 2020                         | „Jak zawsze” (oraz Sir Michu)                                            | –                            | –                            | –                            | –                            | –                            | –                            | –                            | –                            | –                            |                            | Disco Noir          |
| 2020                         | „Tylko palmy” (oraz Sir Michu)                                           | –                            | –                            | –                            | –                            | –                            | –                            | –                            | –                            | –                            |                            | Disco Noir          |
| 2020                         | „H16CII / #hot16challenge2” (oraz Sir Michu)                             | –                            | –                            | –                            | –                            | –                            | –                            | –                            | –                            | –                            |                            | Disco Noir          |
| 2020                         | „Post: HipHop” (oraz Sir Michu, gość. Książę Kapota)                     | –                            | –                            | –                            | –                            | –                            | –                            | –                            | –                            | –                            |                            | Disco Noir          |
| 2020                         | „Dziewczyna z klubu techno” (oraz Sir Michu)                             | –                            | –                            | –                            | –                            | –                            | –                            | –                            | –                            | –                            |                            | Disco Noir          |
| 2020                         | „Disco Noir” (oraz Sir Michu, gość. PlanBe)                              | –                            | –                            | –                            | –                            | –                            | –                            | –                            | –                            | –                            |                            | Disco Noir          |
| 2020                         | „Sukki” (oraz Sir Michu)                                                 | –                            | –                            | –                            | –                            | –                            | –                            | –                            | –                            | –                            |                            | Disco Noir          |
| 2020                         | „Ja będę tańczył” (oraz Sir Michu)                                       | –                            | –                            | –                            | –                            | –                            | –                            | –                            | –                            | –                            |                            | Disco Noir          |
| 2020                         | „Jeszcze będzie normalnie” (oraz Sir Michu)                              | –                            | –                            | –                            | –                            | –                            | –                            | –                            | –                            | –                            |                            | Ka$ablanca          |
| 2021                         | „Dwwa2020” (oraz Sir Michu)                                              | –                            | –                            | –                            | –                            | –                            | –                            | –                            | –                            | –                            |                            | Ka$ablanca          |
| 2021                         | „Hajsman” (oraz Sir Michu)                                               | –                            | –                            | –                            | –                            | –                            | –                            | –                            | –                            | –                            |                            | Ka$ablanca          |
| 2021                         | „Kto z nim gra” (oraz Sir Michu)                                         | –                            | –                            | –                            | –                            | –                            | –                            | –                            | –                            | –                            |                            | Ka$ablanca          |
| 2021                         | „Jaaacula” (oraz Sir Michu)                                              | –                            | –                            | –                            | –                            | –                            | –                            | –                            | –                            | –                            |                            | Ka$ablanca          |
| 2021                         | „Leć ze mną” (oraz Sir Michu)                                            | –                            | –                            | –                            | –                            | –                            | –                            | –                            | –                            | –                            |                            | Ka$ablanca          |
| 2021                         | „Overflexyn” (oraz Sir Michu)                                            | –                            | –                            | –                            | –                            | –                            | –                            | –                            | –                            | –                            |                            | Ka$ablanca          |
| 2021                         | „Szlaufen” (oraz Sir Michu)                                              | –                            | –                            | –                            | –                            | –                            | –                            | –                            | –                            | –                            |                            | Ka$ablanca          |
| 2021                         | „Enwujotka” (oraz Sir Michu)                                             | –                            | –                            | –                            | –                            | –                            | –                            | –                            | –                            | –                            |                            | Ka$ablanca          |
| 2021                         | „Więcej” (oraz Sir Michu, gośc. Wac Toja, Tony Yoru, Trill Pem, DJ Macu) | –                            | –                            | –                            | –                            | –                            | –                            | –                            | –                            | –                            |                            | Ka$ablanca          |
| „–” singiel nie był notowany |                                                                          |                              |                              |                              |                              |                              |                              |                              |                              |                              |                            |                     |

### Inne notowane lub certyfikowane utwory
| Rok                          | Tytuł                                                      | Najwyższe pozycje na listach | Najwyższe pozycje na listach | Najwyższe pozycje na listach | Najwyższe pozycje na listach | Najwyższe pozycje na listach | Najwyższe pozycje na listach | Najwyższe pozycje na listach | Certyfikat               | Album                |
| Rok                          | Tytuł                                                      | SLiP                         | RH                           | PiK                          | HHTV                         | LUZ                          | VIVA                         | 30 TON                       | Certyfikat               | Album                |
| ---------------------------- | ---------------------------------------------------------- | ---------------------------- | ---------------------------- | ---------------------------- | ---------------------------- | ---------------------------- | ---------------------------- | ---------------------------- | ------------------------ | -------------------- |
| 2003                         | „Wielkie Joł”                                              | –                            | 1                            | –                            | –                            | –                            | 32                           | –                            |                          | 3h hajs, hajs, hajs  |
| 2003                         | „Sam na sam”                                               | –                            | 1                            | –                            | –                            | –                            | –                            | –                            |                          | 3h hajs, hajs, hajs  |
| 2003                         | „Merctedes S600” – DJ 600V (gościnnie: Tede)               | 26                           | 2                            | –                            | –                            | –                            | –                            | 29                           |                          | 600°C                |
| 2003                         | „Kamienie” – Natalia Kukulska (gościnnie: Tede)            | 49                           | –                            | 4                            | –                            | –                            | –                            | 19                           |                          | Natalia Kukulska     |
| 2003                         | „Gwiazda” – Paresłów (gościnnie: Tede)                     | 30                           | –                            | –                            | –                            | –                            | –                            | –                            |                          | Ironia               |
| 2003                         | „Ile można?” – WhiteHouse (gościnnie: Tede)                | 41                           | –                            | –                            | –                            | –                            | –                            | –                            |                          | Kodex                |
| 2004                         | „Klaszcz! (Tedunio wieeesz)”                               | –                            | –                            | –                            | –                            | –                            | –                            | 7                            |                          | Notes                |
| 2005                         | „Bezele kochana” – O$ka (gościnnie: Tede, Kołcz, Kiełbasa) | 26                           | 1                            | –                            | –                            | –                            | –                            | –                            |                          | Przez $ jak...       |
| 2015                         | „Vanillalalahajs” (oraz Sir Michu)                         | –                            | –                            | –                            | 13                           | –                            | –                            | –                            |                          | Vanillahajs          |
| 2015                         | „Michael Kors” (oraz Sir Michu)                            | –                            | –                            | –                            | 1                            | –                            | –                            | –                            |                          | Vanillahajs          |
| 2015                         | „Wyje wyje bane” (oraz Sir Michu)                          | –                            | –                            | –                            | 1                            | –                            | –                            | –                            | - ZPAV: platynowa płyta  | Vanillahajs          |
| 2015                         | „Ostatnia noc” (oraz Sir Michu)                            | –                            | –                            | –                            | –                            | –                            | –                            | –                            | - ZPAV: platynowa płyta  | Vanillahajs          |
| 2015                         | „Dyskretny chłód 2” (oraz Sir Michu)                       | –                            | –                            | –                            | –                            | 1                            | –                            | –                            |                          | Vanillahajs          |
| 2015                         | „Bezgunaman” (oraz Sir Michu)                              | –                            | –                            | –                            | 13                           | –                            | –                            | –                            |                          | Vanillahajs          |
| 2016                         | „Moja Natura” – Sitek (gościnnie: Tede)                    | –                            | –                            | –                            | 1                            | –                            | –                            | –                            |                          | Wielkie sny          |
| 2019                         | „Rainman” – Tymek (gościnnie: Tede, Trill Pem)             | –                            | –                            | –                            | –                            | –                            | –                            | –                            | - ZPAV: diamentowa płyta | FIT                  |
| 2023                         | „Figgo Faggo” (sir Mich; gośc. Tede, Marcin Miller)        |                              |                              |                              |                              |                              |                              |                              | - ZPAV: złota płyta      | (Singel niealbumowy) |
| „–” singiel nie był notowany |                                                            |                              |                              |                              |                              |                              |                              |                              |                          |                      |

## Nielegale
| Rok  | Tytuł                                                  | Źródło  |
| ---- | ------------------------------------------------------ | ------- |
| 2003 | Volumin I: Hałas (jako DJ Buhh)                        | [ 9 ]   |
| 2003 | Volumin II: George W. Buhh (jako DJ Buhh)              | [ 10 ]  |
| 2004 | Volumin III: Buhhmacher (jako DJ Buhh)                 | [ 11 ]  |
| 2008 | Volumin IV: Pierdole Was (jako DJ Buhh)                | [ 17 ]  |
| 2010 | Volumin V: FaceBuhh (jako DJ Buhh)                     | [ 21 ]  |
| 2015 | Volumin VII: Hans Ximer Uwertura (jako DJ Buhh)        | [ 34 ]  |
| 2020 | Dig It All (jako DJ Buhh)                              | [ 173 ] |
| 2023 | Wolumin Którykolwiek: Wakacje z Buhhami (jako DJ Buhh) | [ 174 ] |

## Mixtape’y
| Rok  | Tytuł                                                                | Źródło  |
| ---- | -------------------------------------------------------------------- | ------- |
| 2006 | Wypijmy za blendy (mixtape vol.1) (oraz DJ Macu)                     | [ 14 ]  |
| 2007 | Wypijmy za blendy 2: wypijmy za błędy (mixtape vol.2) (oraz DJ Macu) | [ 15 ]  |
| 2007 | American Mylffon (jako DJ Buhh)                                      | [ 16 ]  |
| 2009 | A/H24N2 (oraz Sir Michu, Dj Tuniziano)                               | [ 19 ]  |
| 2009 | Poruchafszy... – Jama Zła (DJ Frodo, Łysy Anioł, Sir Michu, Tede)    | [ 20 ]  |
| 2010 | Howwa (oraz DJ Tuniziano, Jay-ziano)                                 | [ 22 ]  |
| 2011 | South Tropez – DBL (oraz Zgrywus)                                    | [ 23 ]  |
| 2011 | Howwa 2 (oraz DJ Tuniziano, Jay-ziano)                               | [ 24 ]  |
| 2012 | NMI – Dub'l Blast (jako DJ Buhh)                                     | [ 26 ]  |
| 2012 | Droga do odkupienia (oraz DJ Tuniziano, DJ Buhh)                     | [ 27 ]  |
| 2012 | Numer stulecia (oraz Numer Raz, DJ Tuniziano)                        | [ 28 ]  |
| 2012 | 36 Problems                                                          | [ 29 ]  |
| 2012 | Howwa 3 Dynastia (oraz DJ Tuniziano, Jay-ziano)                      | [ 30 ]  |
| 2015 | #Banger Alert Mixtape (oraz DJ Tuniziano)                            | [ 175 ] |
| 2017 | Okeeej? – Yolo Boiz(oraz Abel)                                       | [ 176 ] |

## Maxi single
| Rok  | Album                                                                               | Najwyższa pozycja na liście |
| Rok  | Album                                                                               | POL                         |
| ---- | ----------------------------------------------------------------------------------- | --------------------------- |
| 2021 | Wyścig szczurów - Data: 12 czerwca 2021 - Wydawca: NWJ, Asfalt Records - Format: LP | 26                          |

## Kompilacje różnych wykonawców
| Rok  | Utwór                                        | Album                               | Źródło  |
| ---- | -------------------------------------------- | ----------------------------------- | ------- |
| 2000 | „S.R.P.L.G.” „Lubię wyluzować się” „Kombosy” | Styl reprezentacji pierwszej ligi   | [ 178 ] |
| 2004 | „Wielkie joł” „Klaszcz! (Tedunio wieeesz)”   | Hiphopstacja                        | [ 179 ] |
| 2004 | „Jak żyć”                                    | Hiphopstacja 2                      | [ 180 ] |
| 2005 | „Melanż, impreza – świeżak (Ławka szósta)”   | 12 ławek (ścieżka dźwiękowa)        | [ 181 ] |
| 2006 | „T.D.F. (Mateo Remix)”                       | Francuski numer (ścieżka dźwiękowa) | [ 182 ] |
| 2010 | „Prosto z esende” – Tede, JotWu, Ero „Chory” | Mixtape Hip-Hop Akademnya           | [ 183 ] |

## Występy gościnne
| Rok  | Utwór | Album                                          | Źródło  |
| ---- | --- | ---------------------------------------------- | ------- |
| 1999 | „Świat zwariował w 23 lata (E?!)” (gościnnie: Tede)                                                                                   | Szejsetkilovolt – DJ 600V                      | [ 184 ] |
| 2001 | „Marian i szejsetvolt” (gościnnie: DJ Mario, Tede)                                                                                    | Wkurwione bity – DJ 600V                       | [ 185 ] |
| 2001 | „Opowieść o tym, co tu dzieje się na wolno” (gościnnie: Tede)                                                                         | V6 – DJ 600V                                   | [ 186 ] |
| 2001 | „Re-kontra” (gościnnie: Tede) | WYP3 kolejna część – Borixon                   | [ 187 ] |
| 2001 | „Lansuj się z Gibon Składem” (gościnnie: Tede, Borixon, CNE) „Odcinam się II” (gościnnie: Borixon, Tede)                              | Alchemia – IGS                                 | [ 188 ] |
| 2001 | „T.T.F.B.” (gościnnie: Borixon, Warszafski Deszcz, Gracjan)                                                                           | Nowe wyzwanie – Pęku                           | [ 189 ] |
| 2001 | „Więcej Te eR U De U...” (gościnnie: Tede)                                                                                            | Superelaks – Onar i O$ka                       | [ 190 ] |
| 2002 | „Ile można?” (gościnnie: Tede) | Kodex – WhiteHouse                             | [ 191 ] |
| 2002 | „Ziom za ziomem” (gościnnie: Tede) | Tabasko – O.S.T.R.                             | [ 192 ] |
| 2002 | „Tak ma być” (gościnnie: Tede) | Samuraj – GRZ                                  | [ 193 ] |
| 2002 | „Jeszcze więcej bausu” (gościnnie: Tede, Gutek)                                                                                       | Mam pięć gram – Borixon                        | [ 194 ] |
| 2002 | „Nie mów hop...” (gościnnie: Tede) | Made In Poland – MCF                           | [ 195 ] |
| 2003 | „Gwiazda” (gościnnie: Tede) | Ironia – Paresłów                              | [ 196 ] |
| 2003 | „Jeszcze raz ziom” (gościnnie: Tede)                                                                                                  | Mixtape Vol. 3 – DJ Decks                      | [ 197 ] |
| 2003 | „Fala” (gościnnie: Tede) | Siła sióstr – Sistars                          | [ 198 ] |
| 2003 | „Kamienie Wielkie Joł Remix” (gościnnie: Tede)                                                                                        | Natalia Kukulska – Natalia Kukulska            | [ 199 ] |
| 2003 | „Merctedes S600” (gościnnie: Tede) | 600°C – DJ 600V                                | [ 200 ] |
| 2004 | „Intro” (gościnnie: Tede) „Outro” (gościnnie: Tede)                                                                                   | Kielce sie palom – Borixon                     | [ 201 ] |
| 2004 | „Grrrrrubas (wersja 130KG)” (gościnnie: GTW) „Grrrrrubas” (gościnnie: GTW) „Grrrrrubas (wersja 100KG)” (gościnnie: GTW)               | Kodex 2: Suplement – WhiteHouse                | [ 202 ] |
| 2004 | „Bezele kochanie” (gościnnie: Bezele)                                                                                                 | Przez $ jak... – O$ka                          | [ 203 ] |
| 2004 | „Państwo jest nasze” (gościnnie: Gutek, Tede)                                                                                         | Czerwony album – Abradab                       | [ 204 ] |
| 2004 | „Randka” (gościnnie: Tede) | Style (operacja zrób to głośniej) – DJ 600V    | [ 205 ] |
| 2005 | „Liryczny wandal” (gościnnie: Tede)                                                                                                   | Drewnianej małpy rock – DonGURALesko           | [ 206 ] |
| 2005 | „Król parkietu” (gościnnie: Tede, DJ Mario)                                                                                           | Rytm ulicy – Camey Squad                       | [ 207 ] |
| 2005 | „Mówi mówi” (gościnnie: Tede) | Dread za dreadem – Dreadsquad                  | [ 208 ] |
| 2005 | „No witam!” (gościnnie: Tede, Kołcz)                                                                                                  | Jeszcze raz – WSZ & CNE                        | [ 209 ] |
| 2006 | „Tu się wychowałem” (gościnnie: Tede)                                                                                                 | Mamy to co chcemy – Hardkorowe Brzmienie       | [ 210 ] |
| 2006 | „Lubię dobre (wersja oryginalna)” (gościnnie: Gutek, Tede) „Alchemia (wolny styl)” (gościnnie: Tede, Borixon)                         | Garaże – IGS                                   | [ 211 ] |
| 2007 | „Teoria fikcji” (Skrecze DJ Macu, gościnnie: Tede, Verte)                                                                             | Kodex 3: Wyrok – WhiteHouse                    | [ 212 ] |
| 2007 | „The Champ tu jest” (gościnnie: Tede)                                                                                                 | Eintopf Mixtape – Abel & DJ Pete               | [ 213 ] |
| 2008 | „Autoerotika” (gościnnie: Tede) | Rok psa – Hugo Toxx                            | [ 214 ] |
| 2008 | „IV RP” (gościnnie: Tede) | Mixtape 4 – DJ Decks                           | [ 215 ] |
| 2008 | „Rap biz” (gościnnie: Hugo Toxx, Tede)                                                                                                | Orikoule – Orion a James Cole                  | [ 216 ] |
| 2009 | „W formie” (gościnnie: Tede, Zawik, Zelo)                                                                                             | Czas to pieniądz – Brożas & Buczer             | [ 217 ] |
| 2009 | „Dokąd tak gnasz?” (gościnnie: Tede)                                                                                                  | Lavorama – Ortega Cartel                       | [ 218 ] |
| 2009 | „My robimy te manewry tu 2” (gościnnie: Tede)                                                                                         | Inwazja porywaczy ciał – DonGURALesko & Matheo | [ 219 ] |
| 2010 | „Moi ludzie RMX” (gościnnie: Kodi, Kiełbasa, Miuosh, Tede, Rudy Rudeboy, SpeciaL i inni)                                              | Czillen Am Grillen – Smagalaz                  | [ 220 ] |
| 2010 | „Mówią o mnie w mieście” (gościnnie: Tede, Gano, Fokus, Abradab, Gutek)                                                               | Czarne złoto – Lukatricks                      | [ 221 ] |
| 2010 | „Pieniądze szczęścia nie dają” (gościnnie: Tede, Zgrywus) „Pieniądze szczęścia nie dają (Paffbeatz Remix)” (gościnnie: Tede, Zgrywus) | Ambulans vol. 1 – WuWunio                      | [ 222 ] |
| 2010 | „Hiphokryzja” (gościnnie: Tede, Kwaśna) „Płoną bębny” (gościnnie: Tede, Waldemar Kasta, DJ Macu)                                      | Między niebem a piekłem – Wice Wersa           | [ 223 ] |
| 2010 | „Tak się robi rap” (gościnnie: Tede)                                                                                                  | Lursztyn – Numer Raz & DJ Abdool               | [ 224 ] |
| 2010 | „Puszer Remix 1” (gościnnie: Tede) | Puszer DVD – HiFi Banda                        | [ 225 ] |
| 2010 | „Daj mi czas” (gościnnie: Tede) | 23:55 – HiFi Banda                             | [ 226 ] |
| 2011 | „Czemu już zamykacie?” (gościnnie: Tede)                                                                                              | Ambulans vol. 2: Lansylwania – Wuwunio         | [ 227 ] |
| 2011 | „Przekaz” (gościnnie: Tede) | Gorączka sobotniej nocy – Sobota               | [ 228 ] |
| 2012 | „Noc Kupały” (gościnnie: Tede) | Równonoc. Słowiańska dusza – Donatan           | [ 229 ] |
| 2012 | „Bez wytchnienia” (gościnnie: Seta, Tede, DJ Klasyk) „One Shot” (gościnnie: Zgrywus, Tede)                                            | Spacer – Szyna                                 | [ 230 ] |
| 2012 | „Zabójcza broń” (gościnnie: Tede) | Zabojcza B.R.Oń – DJ Tuniziano & B.R.O         | [ 231 ] |
| 2012 | „Tacy sami” (gościnnie: Tede) | O niebo więcej – Wice Wersa                    | [ 232 ] |
| 2013 | „Dowody naszej pasji” (gościnnie: Danny, Tede)                                                                                        | Tematycznie – Temate                           | [ 233 ] |
| 2013 | „Pop That” (gościnnie: Tede) | HotTape – Braddu                               | [ 234 ] |
| 2013 | „Ludzie zrobią wszystko” (gościnnie: Tede)                                                                                            | Rubikon – Czarny Furiat                        | [ 235 ] |
| 2013 | „Klasyk” (gościnnie: Tede) | Teraz – Te-Tris, Pogz                          | [ 236 ] |
| 2014 | „To tylko muzyka” (gościnnie: Tede)                                                                                                   | Utopia – Pawbeats                              | [ 237 ] |
| 2014 | „Bractwo Orhickie” (gościnnie: Tede)                                                                                                  | Ostatni sarmata – Abel                         | [ 238 ] |
| 2014 | „Wyjście z bloków” (gościnnie: Tede)                                                                                                  | Stej Flaj – 2sty                               | [ 239 ] |
| 2014 | „Backstage” (gościnnie: Tede, VNM, Danny)                                                                                             | MVP – Bonson, Matek                            | [ 240 ] |
| 2015 | „Spróbuj” (gościnnie: Kuban, Tede) | Monochromy EP – W.E.N.A., Quiz                 | [ 241 ] |
| 2016 | „Big Poppa” (gościnnie: Tede) | Haram Masari – Malik Montana                   | [ 242 ] |
| 2016 | „Kasa” (gościnnie: Tede) | Hannibal – Abel                                | [ 243 ] |
| 2016 | „Moja natura” (gościnnie: Tede) | Wielkie sny – Sitek                            | [ 244 ] |
| 2017 | „Tough Love” (gościnnie: Tede, Paweł Łankiewicz)                                                                                      | Dandys Flow – Dwa Sławy                        | [ 245 ] |
| 2019 | „Dzisiaj tak” (gościnnie: Tede, Ten Typ Mes)                                                                                          | Kapo Di Tutti Capi – Książę Kapota             | [ 246 ] |
| 2019 | „Rainman” (gościnnie: Tede, Trill Pem)                                                                                                | FIT – Tymek                                    | [ 247 ] |
| 2019 | „Szok Remix” (gościnne: Tede, Mosad, DT The Artist)                                                                                   | Personality – Fu                               | [ 248 ] |
| 2020 | „Olifant” (gościnne: Tede) | Preludium – Teabe                              | [ 249 ] |
| 2021 | „Limbo” (gościnne: Tede) | All Exclusive – Trill Pem                      | [ 250 ] |
| 2021 | „Tropical Island” (gościnne: Tede) | Cały lokal skacze – Wac Toja                   | [ 251 ] |
| 2021 | „Biba” (gościnne: Tede, Wac Toja) | Olimp – Chris Carson, DJ Soina                 | [ 252 ] |
| 2022 | „W imię zasad” (gościnne: Tede, Ero JWP)                                                                                              | Mowa ciemna – donGURALesko                     | [ 253 ] |
| 2022 | „Dzwonnik z Notre Dame” (gościnne: Tede)                                                                                              | Prezes – Jacuś                                 | [ 254 ] |
| 2022 | „Przelew” (gościnne: Tede, @atutowy)                                                                                                  | Luzzzem Mixtape – Joda                         | [ 255 ] |
| 2022 | „Proces” (gościnne: Tede, DJ HWR) | Proces – Skrubol                               | [ 256 ] |
| 2023 | „Dzień Dobry” (gościnne: Tede) | Abracham – Abel                                | [257]   |
| 2024 | „Do Wwa” (gościnne: Tede) | Wie Najlepiej – Feno                           | [258]   |
| 2024 | „Tornado” (gościnne: Tede) | Przemyt – Wiatr                                | [259]   |
| 2025 | „Drin Za Drinem 2” (gościnne: Tede)                                                                                                   | Trap Or Die – Bambi                            | [260]   |
| 2025 | „Składam Palce W Takie Coś” (gościnne: Tede)                                                                                          | Synalek – Kobik                                | [261]   |

## Teledyski

### Solowe
| Rok  | Tytuł                                                                             | Reżyseria / Realizacja | Album                     | Źródło  |
| ---- | --------------------------------------------------------------------------------- | --- | ------------------------- | ------- |
| 2001 | „Wyścig szczurów”                                                                 | | S.P.O.R.T.                | [ 257 ] |
| 2003 | „Pili gin” (gościnnie: CNE)                                                       | | 3h hajs, hajs, hajs       | [ 258 ] |
| 2003 | „Zeszyt rymów” (gościnnie: Sistars)                                               | Jakub Łubniewski | 3h hajs, hajs, hajs       | [ 259 ] |
| 2003 | „Wielkie Joł”                                                                     | | 3h hajs, hajs, hajs       | [ 260 ] |
| 2004 | „Klaszcz” (gościnnie: Maluta)                                                     | Jakub Łubniewski, Wojciech Zieliński                                                                                      | Notes                     | [ 261 ] |
| 2004 | „Jak żyć?” (gościnnie: Zdzisława Sośnicka)                                        | | Notes                     | [ 262 ] |
| 2006 | „Blask / To jeszcze nie koniec”                                                   | XGroup Entertainment | Esende Mylffon            | [ 263 ] |
| 2007 | „Glokk”                                                                           | Dominik Ziółkowski | Esende Mylffon            | [ 264 ] |
| 2007 | „Air Max Classic”                                                                 | Dominik Ziółkowski | Esende Mylffon            | [ 265 ] |
| 2007 | "Szje (młodyGrzech RMX)"                                                          | Szymon Pawlik | Esende Mylffon            | [ 266 ] |
| 2008 | „Nasze jest to Mielno”                                                            | Karaś | Ścieżka dźwiękowa         | [ 267 ] |
| 2008 | „22 gibony (Diler)” (gościnnie: Mr. Hide)                                         | Bartosz „Zgrywus” Deja | Ścieżka dźwiękowa         | [ 268 ] |
| 2009 | „Pali się dach” (gościnnie: Mrozu)                                                | Endorfina Artmedia | Note2                     | [ 269 ] |
| 2010 | „Dokąd idziesz Polsko?”                                                           | Flow Motion | FuckTede/Glam Rap         | [ 270 ] |
| 2010 | „22” bccustom”                                                                    | Tomasz Kućkowski | FuckTede/Glam Rap         | [ 271 ] |
| 2010 | „Kalash”                                                                          | Marcin Pietkiewicz | FuckTede/Glam Rap         | [ 272 ] |
| 2010 | „Glam rap” (gościnnie: Natalia Lesz)                                              | Marcin Pietkiewicz | FuckTede/Glam Rap         | [ 273 ] |
| 2010 | „Imprezowy automat”                                                               | MadPixel Studios | FuckTede/Glam Rap         | [ 274 ] |
| 2010 | „To jest mój rock”                                                                | First Floor Studio | Notes 3D                  | [ 275 ] |
| 2012 | „Syn marnotrawny”                                                                 | Bartosz Deja | Mefistotedes              | [ 276 ] |
| 2012 | „Jestem z Polski”                                                                 | Wielkie Joł Video | Mefistotedes              | [ 277 ] |
| 2012 | „Rok '97 dobrze pamiętam”                                                         | | Mefistotedes              | [ 278 ] |
| 2012 | „Dwadzieścia lat” (gościnnie: Seta)                                               | Bartosz Deja | Mefistotedes              | [ 279 ] |
| 2012 | „Xenon”                                                                           | | Elliminati                | [ 280 ] |
| 2013 | „Charlie S”                                                                       | | Elliminati                | [ 281 ] |
| 2013 | „P.J.L. Dalej”                                                                    | Bartosz „Zgrywus” Deja | Elliminati                | [ 282 ] |
| 2013 | „Easy Rider”                                                                      | Marcin Pietkiewicz | Elliminati                | [ 283 ] |
| 2013 | „Biały murzyn”                                                                    | | Elliminati                | [ 284 ] |
| 2013 | „Tak się robi remix” (gościnnie: Pelson, Diox, Obi, VNM, Numer Raz, DJ Tuniziano) | Marcin Pietkiewicz | Elliminati                | [ 285 ] |
| 2013 | „Mainstream”                                                                      | | Elliminati                | [ 286 ] |
| 2013 | „Nie banglasz”                                                                    | | Elliminati                | [ 287 ] |
| 2014 | „R.O.Y.”                                                                          | Łukasz Szyszka, Bartosz „Zgrywus” Deja                                                                                    | Elliminati                | [ 288 ] |
| 2014 | „Feat”                                                                            | Bartosz „Zgrywus” Deja, Jacek „Tede” Graniecki                                                                            | Kurt Rolson               | [ 289 ] |
| 2014 | „Najaraj się Marią” (gościnnie: Seta)                                             | NWJ | Kurt Rolson               | [ 290 ] |
| 2014 | „#john_rambo”                                                                     | Bartosz „Zgrywus” Deja | Kurt Rolson               | [ 291 ] |
| 2014 | „CMRT”                                                                            | Bartosz „Zgrywus” Deja | Kurt Rolson               | [ 292 ] |
| 2014 | „#DLS”                                                                            | | Kurt Rolson               | [ 293 ] |
| 2014 | „Tłek” (gościnnie: Abel)                                                          | Evil Eye Studio | Kurt Rolson               | [ 294 ] |
| 2014 | „Kaman'”                                                                          | OG Films | Kurt Rolson               | [ 295 ] |
| 2014 | „Kot Gigant (Hot Nigga Remix)”                                                    | Bartosz „Zgrywus” Deja |                           | [ 296 ] |
| 2014 | „#Hot16Challenge”                                                                 | | Vanillahajs               | [ 297 ] |
| 2014 | „Martwe ziomki”                                                                   | Bartosz „Zgrywus” Deja | Vanillahajs               | [ 298 ] |
| 2015 | „Pażałsta”                                                                        | Bartosz „Zgrywus” Deja | Vanillahajs               | [ 299 ] |
| 2015 | „Wunder-Baum”                                                                     | Marcin „Łysy Anioł” Pietkiewicz                                                                                           | Vanillahajs               | [ 300 ] |
| 2015 | „Na pierwszej linii” (gościnnie: DJ Grubaz)                                       | NWJ | Vanillahajs               | [ 301 ] |
| 2015 | „Forever Ja” (gościnnie: Agi Figurska)                                            | Bartosz Deja, Jacek Graniecki                                                                                             | Vanillahajs               | [ 302 ] |
| 2015 | „Vanillahajs”                                                                     | | Vanillahajs               | [ 303 ] |
| 2015 | „Iza Luiza”                                                                       | | Vanillahajs               | [ 304 ] |
| 2015 | „Wyje wyje bane”                                                                  | Dariusz Mandes, Marcin Pietkiewicz                                                                                        | Vanillahajs               | [ 305 ] |
| 2016 | „Keptn'”                                                                          | Marcin Pietkiewicz | Keptn'                    | [ 306 ] |
| 2016 | „Jupiter”                                                                         | M.L. FILMZ | Keptn'                    | [ 307 ] |
| 2016 | „Szpanpan”                                                                        | M.L. FILMZ | Keptn'                    | [ 308 ] |
| 2016 | „Ten bit jak Mobb Deep (199X)”                                                    | Bartosz Deja, Marcin Pietkiewicz                                                                                          | Keptn'                    | [ 309 ] |
| 2016 | „Było warto”                                                                      | M.L. FILMZ | Keptn'                    | [ 310 ] |
| 2016 | „Kiedy Keptn”                                                                     | Bartosz „Zgrywus” Deja | Keptn'                    | [ 311 ] |
| 2017 | „69 ziomeczków”                                                                   | Bartosz „Zgrywus” Deja | Keptn'                    | [ 312 ] |
| 2017 | „Rezzi (lata dans)”                                                               | Marcin „Łysy Anioł” Pietkiewicz                                                                                           | Skrrrt                    | [ 313 ] |
| 2017 | „#CTZK”                                                                           | Bartosz „Zgrywus” Deja | Skrrrt                    | [ 314 ] |
| 2017 | „T-Killa”                                                                         | Rafał Felak | Skrrrt                    | [ 139 ] |
| 2017 | „Dziup L.A.”                                                                      | Bartosz „Zgrywus” Deja | Skrrrt                    | [ 141 ] |
| 2017 | „Murrrda”                                                                         | Bartosz „Zgrywus” Deja |                           | [ 315 ] |
| 2018 | „Guczi Sruczi Look”                                                               | M.L. FILMZ | [ 316 ]                   |         |
| 2018 | „Hot18Banglasz”                                                                   | Bartosz „Zgrywus” Deja | Noji?                     | [ 142 ] |
| 2018 | „Ja & Ja”                                                                         | Bartosz „Zgrywus” Deja | Noji?                     | [ 143 ] |
| 2018 | „Drugbox”                                                                         | Bartosz „Zgrywus” Deja | Noji?                     | [ 146 ] |
| 2018 | „Noji?”                                                                           | Mateusz Reiss, Michał Włodarczyk                                                                                          | Noji?                     | [ 147 ] |
| 2018 | „Amsterdam”                                                                       | Marek Kremer | Noji?                     | [ 148 ] |
| 2018 | „Bailando Melo”                                                                   | Rafał Felak | Noji?                     | [ 149 ] |
| 2018 | „Żelipapą”                                                                        | Marcin „Łysy Anioł” Pietkiewicz, Bartosz „Zgrywus” Deja                                                                   | Noji?                     | [ 150 ] |
| 2018 | „#CTZK Remix” (gościnnie: Cow & Chicken)                                          | Jacek Graniecki, Grzegorz Janiszewski, Jacek Danielak, Robert Maciszka, Filip Jędrzejczyk, Michał Machowicz, Kuba Rybicki | TDM Vixtape               | [ 317 ] |
| 2018 | „Fansi [3H]”                                                                      | | Noji?                     | [ 151 ] |
| 2018 | „Bo muszę” (gościnnie: Pastor T.)                                                 | Ellimitati | [ 318 ]                   |         |
| 2018 | „Boatever”                                                                        | Maria Gruszecka | Karmagedon                | [ 152 ] |
| 2019 | „One Star” (gościnnie: Timon)                                                     | Bartosz „Zgrywus” Deja | Karmagedon                | [ 153 ] |
| 2019 | „Gangin’”                                                                         | Bartosz „Zgrywus” Deja | Karmagedon                | [ 155 ] |
| 2019 | „Cafe O’Belga” (gościnnie: Pan Zgrywus)                                           | Bartosz „Zgrywus” Deja | Karmagedon                | [ 156 ] |
| 2019 | „Biełyje Nosy” (gościnnie: Książę Kapota)                                         | Rafał Felak | Karmagedon                | [ 157 ] |
| 2020 | „Kickdown”                                                                        | | Disco Noir                | [ 319 ] |
| 2020 | „Tańcuj”                                                                          | | Disco Noir                | [ 320 ] |
| 2020 | „Jak zawsze”                                                                      | Jacek „Tede” Graniecki, Maciej Lipiński                                                                                   | Disco Noir                | [ 159 ] |
| 2020 | „Tylko palmy”                                                                     | Bartosz „Zgrywus” Deja | Disco Noir                | [ 160 ] |
| 2020 | „HI6CII”                                                                          | Bartosz „Zgrywus” Deja, Łukasz Balcerzak                                                                                  | Disco Noir                | [ 161 ] |
| 2020 | „Dziewczyna z klubu techno”                                                       | M.L. FILMZ | Disco Noir                | [ 163 ] |
| 2020 | „Disco Noir” (gościnnie: PlanBe)                                                  | NWJ | Disco Noir                | [ 164 ] |
| 2020 | „Sukki”                                                                           | moher. | Disco Noir                | [ 165 ] |
| 2020 | „Nicki Remix”                                                                     | moher. |                           | [ 321 ] |
| 2020 | „Rakietta”                                                                        | Bartosz „Zgrywus” Deja | Disco Noir: Przedłużyfszy | [ 322 ] |
| 2020 | „Nicki Remix Remixu”                                                              | moher. |                           | [ 323 ] |

### Współpraca
| Rok  | Tytuł                                            | Reżyseria / Realizacja | Album            | Źródło  |
| ---- | ------------------------------------------------ | ---------------------- | ---------------- | ------- |
| 2013 | „Mamy się lepiej” (oraz DJ Tuniziano, Jay-ziano) | Bartosz „Zgrywus” Deja | HOWWA 3 Dynastia | [ 324 ] |

### Występy gościnnie
| Rok  | Tytuł                                                                                             | Reżyseria / Realizacja          | Album                      | Źródło  |
| ---- | ------------------------------------------------------------------------------------------------- | ------------------------------- | -------------------------- | ------- |
| 2002 | „Król parkietu” – Camey Squad (gościnnie: Tede)                                                   |                                 | Rytm ulicy                 | [ 325 ] |
| 2003 | „Na raz” – WhiteHouse (gościnnie: O.S.T.R.) / „Ile można” (gościnnie: Tede)                       | Dariusz Szermanowicz, Grupa 13  | Kodex                      | [ 326 ] |
| 2003 | „Merctedes S600” – DJ 600V (gościnnie: Tede)                                                      |                                 | 600 °C                     | [ 200 ] |
| 2003 | „Gwiazda” – Paresłów (gościnnie: Tede)                                                            |                                 | Ironia                     | [ 196 ] |
| 2008 | „Teoria fikcji” – WhiteHouse (gościnnie: Verte, Tede)                                             |                                 | Kodex 3: Wyrok             | [ 212 ] |
| 2010 | „Mówią o mnie w mieście” – Lukatricks (gościnnie: Tede, Gano, Fokus, Abradab, Gutek)              | Toczy Videos                    | Czarne złoto               | [ 221 ] |
| 2010 | „Puszer (Remix 1)” – HiFi Banda (gościnnie: Pyskaty, Numer Raz, Kaszalot, Rak Raczej, Tede)       | Letemknow                       | „Puszer” (singel)          | [ 327 ] |
| 2012 | „Noc Kupały” – Donatan (gościnnie: Tede)                                                          | Piotr Smoleński                 | Równonoc. Słowiańska dusza | [ 229 ] |
| 2013 | „Dowody naszej pasji” – Temate (gościnnie: Danny, Tede)                                           | OG Films                        | Tematycznie                | [ 233 ] |
| 2013 | „Ludzie zrobią wszystko” – Czarny Furiat, DJ Gondek (gościnnie: Tede)                             | Maciej Lipiński                 | Rubikon                    | [ 235 ] |
| 2013 | „Pop That” – Braddu (gościnnie: Tede)                                                             | Magictown Visual Arts           | HotTape                    | [ 234 ] |
| 2013 | „Tacy sami” – Wice Wersa (gościnnie: Tede)                                                        | Double P                        | O niebo więcej             | [ 232 ] |
| 2014 | „To tylko muzyka” – Pawbeats (gościnnie: Tede)                                                    | ML Filmz                        | Utopia                     | [ 237 ] |
| 2014 | „To coś” – DJ Tuniziano (gościnnie: Tede)                                                         | Marcin „Łysy Anioł” Pietkiewicz | Elliminatejp               | [ 328 ] |
| 2014 | „Bractwo Orhickie” – Abel (gościnnie: Tede)                                                       | Bartosz „Zgrywus” Deja          | Ostatni sarmata            | [ 238 ] |
| 2015 | „Oni tego chcą Remix” – Diox (gościnnie: Miuosh, Mosad, Małach, Vienio, PMM, Haju, Tede, PeeRZet) | Dobrekino Studio                |                            | [ 329 ] |
| 2016 | „Big Poppa” – Malik Montana (gościnnie: Tede)                                                     | HDSCVM                          | Haram Masari               | [ 242 ] |
| 2016 | „Kasa” – Abel (gościnnie: Tede)                                                                   | Michał Jagiełło                 | Hannibal                   | [ 243 ] |
| 2016 | „Moja natura” – Sitek (gościnnie: Tede)                                                           | OGfilms                         | Wielkie sny                | [ 244 ] |

### Inne
| Rok  | Tytuł                                                  | Reżyseria / realizacja | Album | Źródło  |
| ---- | ------------------------------------------------------ | ---------------------- | ----- | ------- |
| 2013 | „Koncert” – Wdowa, donGuralesko, Tede, Diox, Numer Raz |                        |       | [ 330 ] |
| 2013 | „Na zajawie 2” – VNM, Sobota, Tede, Kieru              | Cam-L Studio           |       | [ 331 ] |